# Aston Martin Vantage AMR GTE
L'Aston Martin Vantage AMR GTE, chiamata anche  Aston Martin Vantage AMR, è una vettura da competizione realizzata dalla Aston Martin Racing a partire dal 2018, vincitrice nel 2020 della 24 Ore di Le Mans e del Campionato del mondo endurance sia piloti che costruttori nella categoria GTE.

## Contesto

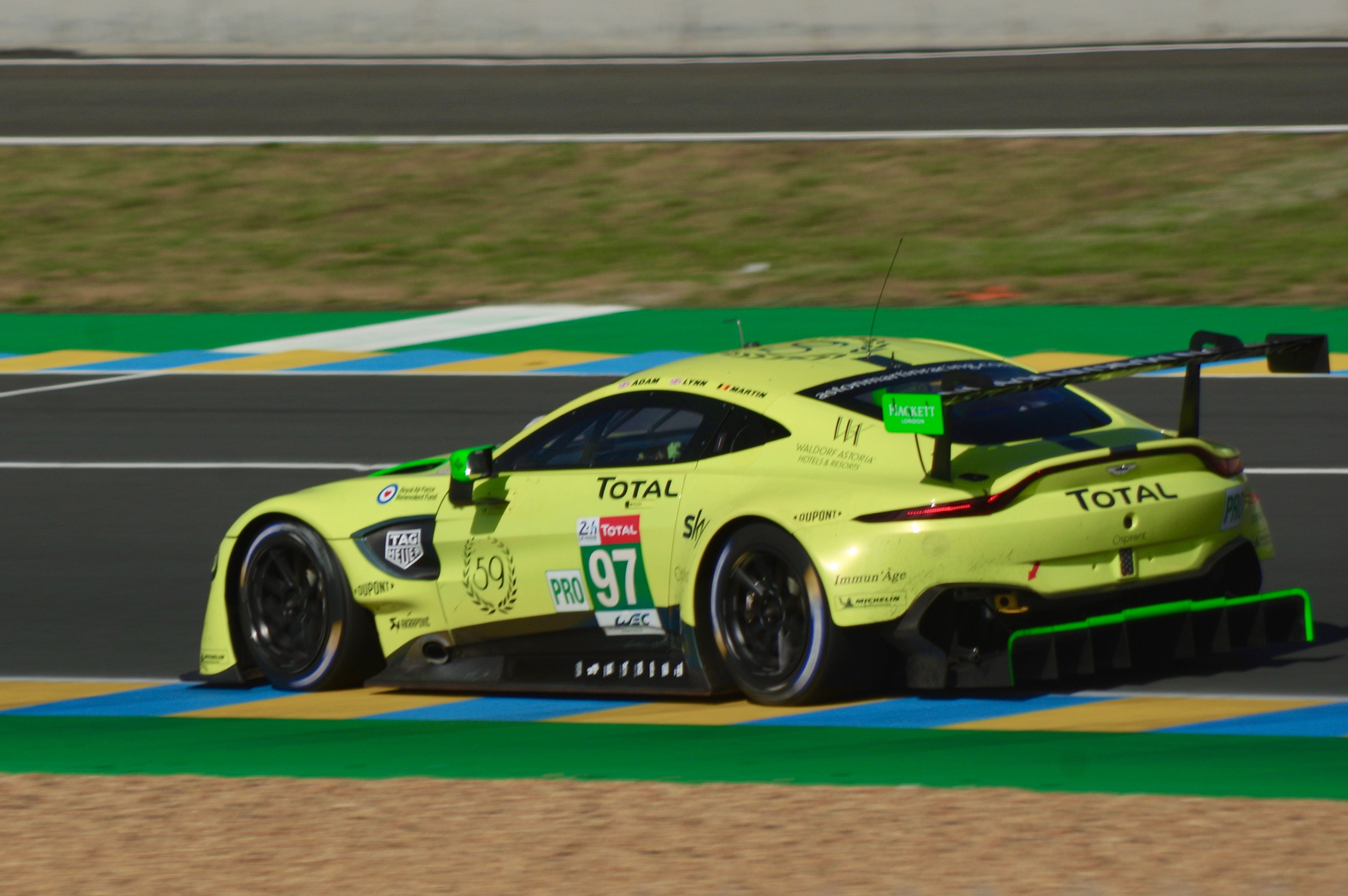
Alex Lynn alla 6 Ore di Silverstone 2019

È basata sull'Aston Martin Vantage del 2018 ed è l'erede dell'Aston Martin Vantage GT2 e delle sue successive derivate. L'auto è stata presentata il 22 novembre 2017, insieme alla sua controparte stradale a Londra. L'auto è omologate sia come GTE che come GT3.

## Caratteristiche tecniche e sviluppo
Basata sulla versione stradale Aston Martin Vantage, la Vantage AMR GTE ne mantiene alcune componenti come parte del motore e del telaio. Il resto della vettura è riprogettato per le competizioni e per soddisfare le specifiche FIA. L'Aston Martin Vantage GTE è stata sviluppata in tandem con l'auto stradale Vantage, tra l'Aston Martin Racing e il quartier generale dell'Aston Martin a Gaydon, con l'auto interamente sviluppata internamente dalle due società. L'auto ha debuttato durante il suo primo shakedown nel Regno Unito, al Rockingham Motor Speedway, e successivamente è stata impiegata durante i test di resistenza di 30 ore, al Circuito de Andalucia e poi al Circuito de Navarra in Spagna nell'ottobre 2017.